# نيكوس ألفانتوس
نيكوس ألفانتوس (1939 - 2020)، هو لاعب ومدرب كرة قدم يوناني. يلعب في مركز لاعب وسط
نيكوس ألفانتوس من مواليد يوم 3 يناير 1939 في أثينا وبها توفي يوم 23 يونيو 2020.